# Projekt 19920
Třída Baklan je třída pobřežních hydrografických výzkumných lodí ruského námořnictva, která zahrnuje varianty označené Projekt 19920 a Projekt 19920B. Celkem je plánována stavba až 15 lodí této třídy.

## Pozadí vzniku
Plavidla této třídy navrhla Nižněnovgorodská konstrukční kancelář KB Vympel, Sedm jednotky základního modelu projekt 19920 staví ruská loděnice Vympel v Rybinsku a další dvě jednotky postavila loděnice Okskaja v Navašino. Ještě šest jednotek modifikační verze projektu 19920B postavila loděnice Blagověščensk ve městě Blagověščensk.
Jednotky projektu 19920:
| Jméno              | Verze          | Loděnice      | Spuštěna          | Vstup do služby    | Status                               |
| ------------------ | -------------- | ------------- | ----------------- | ------------------ | ------------------------------------ |
| Vasilij Pisarenko  | Projekt 19920  | Vympel        | 15. května 2008   | 27. prosince 2008  | původní název jako BGK-2090, aktivní |
| Nikolaj Timošenko  | Projekt 19920  | Vympel        | srpen 2012        | 25. listopadu 2012 | původní název jako BGK-2148, aktivní |
| Jevgenij Gnicevič  | Projekt 19920  | Vympel        | 26. června 2015   | 12. listopadu 2015 | původní název jako BGK-2149, aktivní |
| Juri Belov         | Projekt 19920  | Vympel        | 5. července 2016  | 21. listopadu 2016 | původní název jako BGK-2150, aktivní |
| Vsevolod Vorobjov  | Projekt 19920  | Vympel        | 2. září 2016      | 24. listopadu 2016 | původní název jako BGK-2154, aktivní |
| BGK-?              | Projekt 19920  | Vympel        |                   |                    | ve stavbě                            |
| BGK-?              | Projekt 19920  | Vympel        |                   |                    | ve stavbě                            |
| Alexandr Mokorta   | Projekt 19920  | Okskaja       | 16. června 2020   | 21. listopadu 2020 | aktivní                              |
| Anatolij Kňazev    | Projekt 19920  | Okskaja       | 14. dubna 2022    | 24. listopadu 2022 | aktivní                              |
| Juri Trofimov      | Projekt 19920B | Blagověščensk | 17. července 2008 | 17. června 2009    | aktivní                              |
| Leonid Nasyř       | Projekt 19920B | Blagověščensk | 2013              | 14. prosince 2013  | původní název jako BGK-2151, aktivní |
| Igor Anučin        | Projekt 19920B | Blagověščensk | 3. června 2014    | 2015               | původní název jako BGK-2152, aktivní |
| Alexej Anaškin     | Projekt 19920B | Blagověščensk | 2015              | 2015               | aktivní                              |
| Alexandr Aniščenko | Projekt 19920B | Blagověščensk | 27. srpna 2020    | 19. dubna 2021     | aktivní                              |
| Boris Davydov      | Projekt 19920B | Blagověščensk |                   |                    | ve stavbě                            |

## Konstrukce

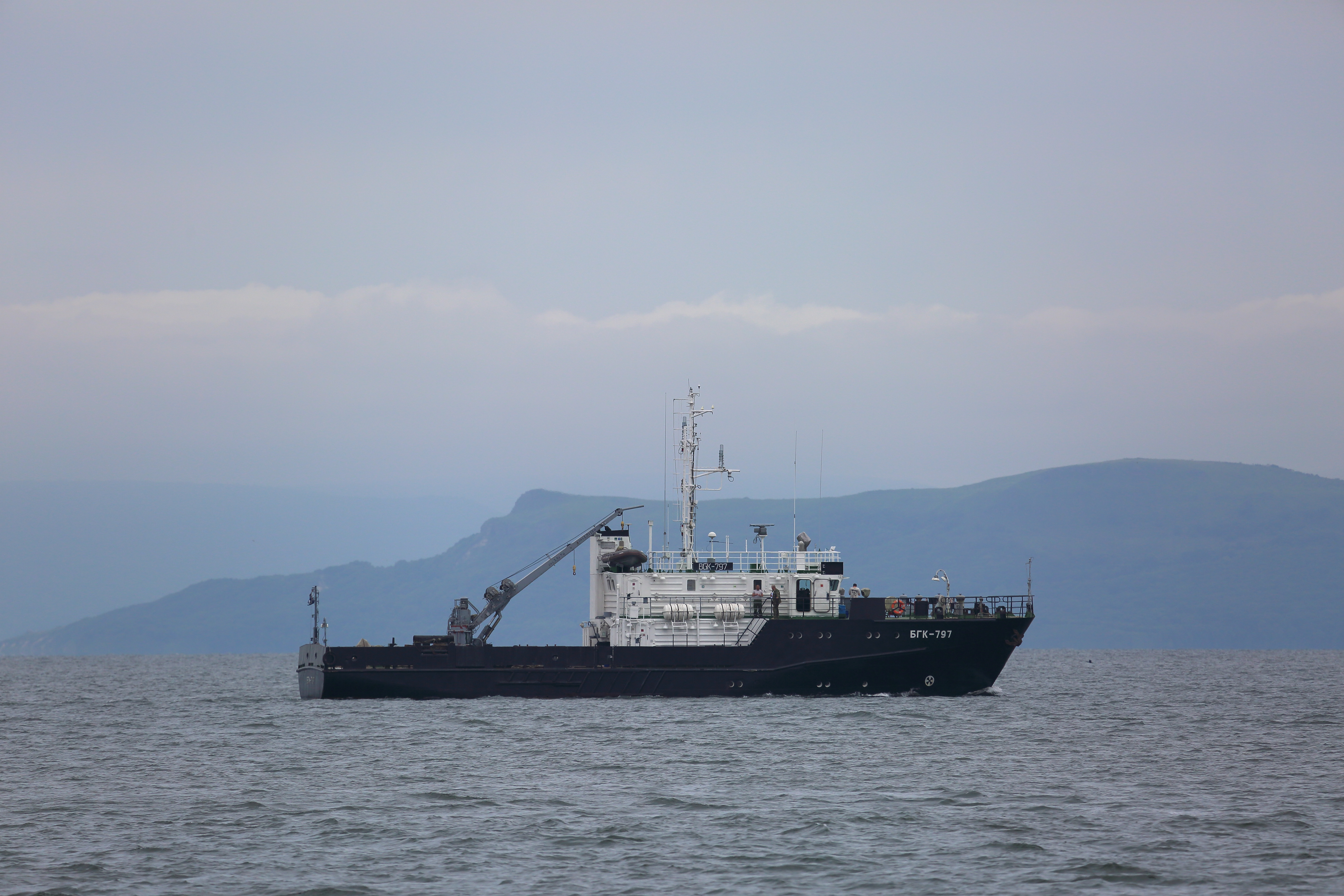
Juri Trofimov

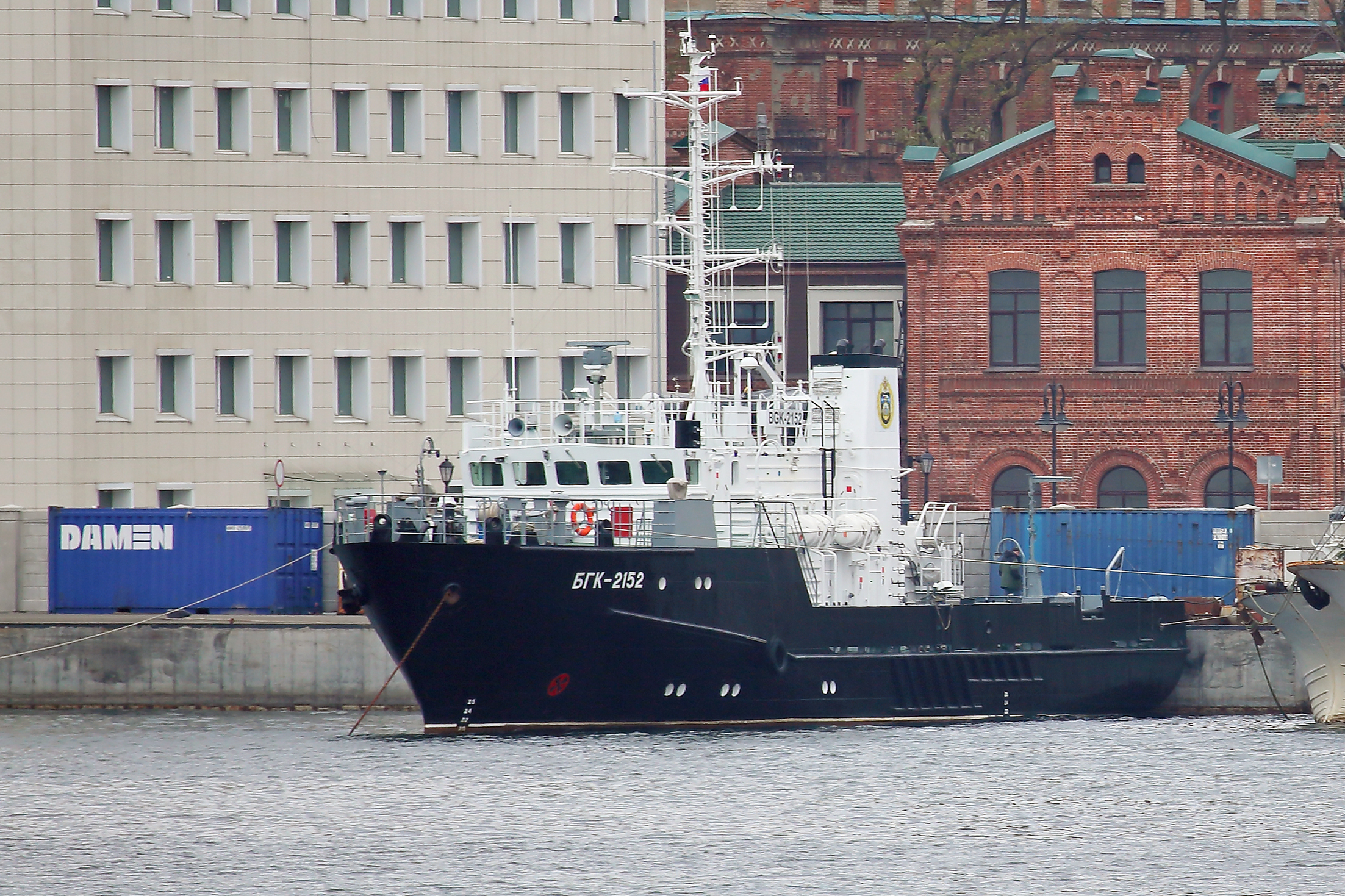
Igor Anučin

Pohonný systém tvoří dva diesely Deutz BF6M 1015MC, každý o výkonu 248 kW. Lodní šrouby jsou dva. Jako zdroj energie slouží dva dieselgenerátory, každý o výkonu 75 kW. Nejvyšší rychlost dosahuje 11 uzlů. Dosah je 1000 námořních mil při rychlosti 11 uzlů. Vytrvalost je 10 dní.